# アルギルダス・ブトケヴィチュス
アルギルダス・ブトケヴィチュス（リトアニア語: Algirdas Butkevičius、1958年11月19日 - ）は、リトアニアの政治家。2012年から2016年までリトアニアの首相を務めた。

## 経歴
1985年、ソ連共産党党員となり、1991年10月からはリトアニア社会民主党 (LSDP) 党員。1995年から1997年にかけて、リトアニア社会民主党ヴィルカヴィリュキス支部長を務めた。ヴィルカヴィリュキス地区自治体の議員を務めた後、1996年リトアニア議会選挙、2000年議会選挙で国会議員に当選。2004年から2005年にかけて財務大臣、2006年から2008年には運輸通信大臣を歴任。2009年3月7日よりリトアニア社会民主党党首となった。
2009年リトアニア大統領選挙ではリトアニア社会民主党から立候補し、得票率11.83%で、ダリア・グリバウスカイテに次いで第2位であった。
2012年議会選挙では祖国同盟の推し進めてきた原発計画への反対を掲げ社会民主党を第1党に導いた。建設計画が進められているヴィサギナス原子力発電所については、計画の総事業費や詳細な工程が明らかになっていないことを理由に見直す考えを明らかにした。また他のバルト諸国も含めた液化天然ガス (LNG) プラントの建設にも関心を示した。福島第一原子力発電所事故については「日本政府は充分な情報開示を行っていない」と日本の対応に不満を示した上で、「（日本の）野党の意見を聞いてみたい」としている。11月22日に議会の承認を経て首相に就任した。
2017年、リトアニア社会民主党 (LSDP) のギンタウタス・パルツカス党首らが LSDP の連立からの離脱を決定すると、ブトケヴィチュスは LSDP を離党した。同じく LSDP を離党したゲディミナス・キルキラスらは新たにリトアニア社会民主労働党 (LSDDP) を結党したが、ブトケヴィチュスはこれには加わらず無所属のままとなっている（ただし国会内では社会民主労働会派に所属する）。
- ラトビアのソルヴィタ・アーボルティニャ国会議長と（2013年1月10日）
- 左からスウェーデンのフレドリック・ラインフェルト首相、アイスランドのヨハンナ・シグルザルドッティル首相、ブトケヴィチュス（2013年2月28日）
- 左からブトケヴィチュス、ラトビアのライムドータ・ストラウユマ首相、エストニアのアン・スリング貿易企業大臣、ノルウェーのエルナ・ソルベルグ首相、スウェーデンのステファン・ロベーン首相、デンマークのヘレ・トーニング＝シュミット首相、フィンランドのアレクサンデル・ストゥブ首相（2014年10月27日）